# نیگوش پتروویچ
نیگوش پتروویچ (سیریلیک صربی: Његош Петровић؛ زادهٔ ۱۸ ژوئیهٔ ۱۹۹۹) بازیکن فوتبال اهل صربستان است که در پست هافبک دفاعی برای باشگاه گرانادا در لا لیگا بازی می‌کند.
وی همچنین در تیم‌های ملی فوتبال زیر ۱۶ سال صربستان, زیر ۱۷ سال صربستان, زیر ۱۹ سال صربستان، و زیر ۲۱ سال صربستان بازی کرده‌است.